# I fantasmi di Versailles
I fantasmi di Versailles (The Ghosts of Versailles) è un'opera lirica di John Corigliano su libretto di William M. Hoffman. Parlando del genere della propria opera, Corigliano l'ha descritta come una "grand opéra buffa", perché in essa si mescolano temi e caratteristici della Grand opéra e dell'opera buffa.
L'opera, commissionata nel 1980 dalla Metropolitan Opera House, debuttò al teatro il 19 dicembre 1991 con la regia di Colin Graham, la direzione musicale di James Levine e un cast prestigioso che annoverava Teresa Stratas, Renée Fleming e Marilyn Horne. L'opera fu riproposta sulle scene del Met nella stagione 1994/1995 con gran parte del cast originale e Levine ancora sul podio.
La stagione successiva invece l'opera fu allestita alla Lyric Opera di Chicago, con alcuni modifiche apportate per semplificarne il libretto e la messa in scena. La prima europea è del 2008, quando I fantasmi di Versailles fu portato in scena in una co-produzione dell'Opera Theatre of Saint Louis e della Wexford Festival Opera; per l'occasione, il compositore John David Earnest revisionò la partitura per rendere il melodramma un'opera da camera. Nel 2015 l'opera è stata allestita dalla Los Angeles Opera con la direzione musicale di James Conlon e Patricia Racette e Patti LuPone nel cast. Nel 2019 invece l'opera è stata messa in scena alla Reggia di Versailles.

## Trama
Sono passati ormai due secoli dalla rivoluzione francese, ma il fantasma di Maria Antonietta infesta ancora quello che un tempo fu il suo teatro privato nello sfarzoso palazzo neoclassico. Il fantasma di Beaumarchais, l'acclamato autore de Il barbiere di Siviglia e Le nozze di Figaro, si è innamorato del fantasma della regina morta, che ancora si lamenta per le vita perduta. L'amore del commediografo non è corrisposto, ma egli si offre comunque di alleviare il dolore dell'amata con la sua ultima opera, grazie alla quale riscriverà la storia. L'opera, dai forti tratti meta-teatrali, racconta le ultime avventure di Figaro e della famiglia Almaviva, che tenta di salvare Maria Antonietta dalla rivoluzione facendola evadere dalla prigione e fuggire in America. Gli altri spettri che infestano il palazzo sono scettici e avvertono Beaumarchais che un'azione del genere comprometterebbe la sua anima immortale, ma il commediografo si cura solo della felicità dell'amata. Il gesto di Beaumarchais fa capire a Maria Antonietta la profondità dei suoi sentimenti e la sovrana si innamora di lui. Proprio mentre Beaumarchais sta per riscrivere la storia, Maria Antonietta lo ferma: la regina accetta il corso della storia per quello che è stato, lascia andare il passato e si unisce a Beaumarchais per l'eternità.

## DVD
| Anno | Cast (Maria Antonietta, Beaumarchais, Rosina, Bégearss, Figaro e Samira)                  | Direttore    | Etichetta              |
| ---- | ----------------------------------------------------------------------------------------- | ------------ | ---------------------- |
| 1992 | Teresa Stratas, Håkan Hagegård, Renée Fleming, Graham Clark, Gino Quilico e Marilyn Horne | James Levine | The Metropolitan Opera |